# Senan, Yonne
Senan là một xã của Pháp,tọa lạc ở tỉnh Yonne trong vùng Bourgogne của Pháp. Xã này có diện tích 17,54 ki-lô-mét vuông, dân số năm 1999 (không tính trùng) là 681 người.

## Hành chính
| Danh sách các thị trưởng               |           |                         |      |         |
| Giai đoạn                              | Giai đoạn | Tên                     | Đảng | Tư cách |
| tháng 3 năm 2001                       | mars 2008 | François Maupas-Oudinot |      |         |
| mars 2008                              | 2014      | François Maupas-Oudinot |      |         |
| Tất cả các dữ liệu trước đây không rõ. |           |                         |      |         |

## Thông tin nhân khẩu
| Năm | 1962 | 1968 | 1975 | 1982 | 1990 | 1999 |
| --- | ---- | ---- | ---- | ---- | ---- | ---- |
| Dân số | 571  | 509  | 512  | 607  | 667  | 681  |
| From the year 1962 on: No double counting—residents of multiple communes (e.g. students and military personnel) are counted only once. |      |      |      |      |      |      |